# Том Гупер
Томас Джордж «Том» Гупер (англ. Thomas George «Tom» Hooper; нар. 1972) — британський кінорежисер. Гупер почав знімати короткометражні фільми ще в 13 років і його першою професійною стрічкою став фільм «Розфарбовані обличчя» (англ. Painted Faces), що транслювався на телеканалі Channel 4 у 1992 році. Під час навчання в Оксфордському університеті Гупер працює над постановками п'єс і рекламних роликів для телебачення. Режисер найбільш відомий за створення таких стрічок як: «Головний підозрюваний», «Червоний пил», «Лонгфорд», «Джон Адамс» і «Промова короля».

## Юність
Том Гупер народився в Лондоні у 1972 році в сім'ї Мередіт та Річарда Гуперів. Мередіт була австралійською письменницею і викладачем, а Річард англійським бізнесменом. Освіту Гупер отримав в Гайґейтській (англ. Highgate School) та Вестмінстерській школах (англ. Westminster School). У віці 12 років він прочитав книгу «Як створити фільм і телесеріал» (англ. How to Make Film and Television), після чого вирішив стати кінорежисером. Вже у 13 років Гупер зняв свій перший фільм «Runaway Dog» на 16 мм камеру Bolex, яку йому подарував його дядько. Сам режисер класифікував свій короткометражний фільм про собаку, яка втікає від свого господаря, як комедію. Зйомки стрічки «Runaway Dog» проводились в Оксфордширі.
У віці 14 років, фільм Гупера «Bomber Jacket» був удостоєний другим місцем у конкурсі молодих кінематографістів від телеканалу Бі-Бі-Сі. У короткометражній стрічці брат Гупера грав роль хлопчика, який випадково знаходить заховані у шафі куртку бомбардувальника і фотографію свого діда, який загинув під час Другої світової війни.
Після закінчення школи, Гупер взяв академічну відпустку, аби написати сценарій і зняти 15-хвилинний короткометражний фільм «Розфарбовані обличчя» (англ. Painted Faces). У 1992 році фільм було показано на британському телеканалі «Channel 4» і 35-му Лондонському кінофестивалі. Виробництво стрічки було частково профінансовано Полом Вайлендом. В університетському коледжі Оксфорда, де Гупер викладав англійську, режисер вступив до драматичного товариства Оксфордського університету (англ. Oxford University Dramatic Society). Тут він зняв Кейт Бекінсейл у фільмі «Вид з мосту» та Емілі Мортімер у фільмі «Процес». Також режисер знімав телевізійні рекламні ролики, серед яких один на замовлення компанії Sega.

## Кар'єра

### BBC та ITV
Після закінчення Оксфорда, Гупер працював над створенням телевізійних рекламних роликів, маючи намір увірватися до кіноіндустрії так, як те колись зробили Рідлі Скотт, Тоні Скотт і Г'ю Гадсон. Батько Гупера познайомив свого сина з телевізійним продюсером Метью Робінсоном, який став його наставником і дав йому першу телевізійну режисерську роботу. Для Робінсона він працював над створенням епізодів до мильної опери «Quayside» телеканалу «Tyne Tees Television» у 1997 році, чотирьох епізодів серіалу «Байкер-гроув» телеканалу «Children's BBC» того ж року, і першими епізодами  мильної опери «EastEnders» телеканалу «BBC One» у 1998 році.
У період між 1998-2000 роками Гупер зняв декілька епізодів «EastEnders», два з яких представляли серіал на премії БАФТА у телебаченні, де він здобув перемогу в номінації за найкращу мильну оперу в 2000 і 2001 роках. Першим був епізод, у якому Керол Джексон (Ліндсі Колсон) навчає свою дочку Б'янку (Петсі Палмер) як завести роман зі своїм нареченим Деном Салліваном (Крейг Фаірбасс). Епізод Джексон поклав початок тижню епізодів, які призвели до відходу Палмер з мильної опери, і Робінсон найняв Гупера, аби той зняв ключові епізоди цієї сюжетної лінії. За період роботи над «EastEnders» Гупер працював по 10 годин на день і навчився швидкій режисерській зйомці. На початку своєї кар'єри він був під впливом кінематографічного стилю американських серіалів, таких як «Швидка допомога», «Поліція Нью-Йорка» і «Забійний відділ». Саме тому Гупер намагався працювати в такому ж стилі й над епізодами «EastEnders», де в одній зі сцен за участю Гранта Мітчелла (Росс Кемп) використовувався операторський кран, що на думку Гупера зробило його сумно відомим серед членів знімального складу «EastEnders».

## Фільмографія

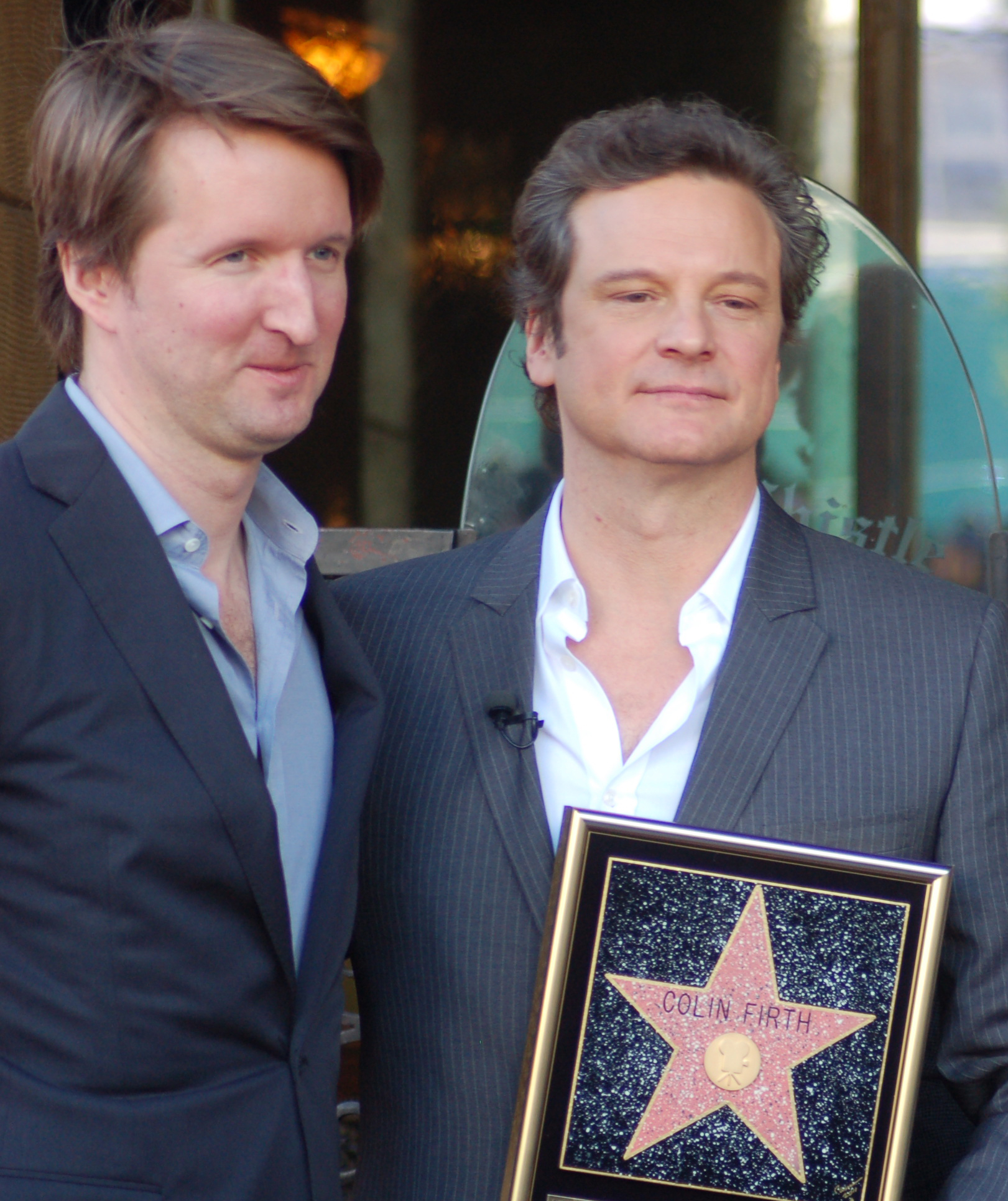
Том Гупер з Коліном Фертом в січні 2011 року

| Роки      | Назва                  | Роль                         | Опис                  |
| --------- | ---------------------- | ---------------------------- | --------------------- |
| 1992      | Painted Faces          | Режисер, сценарист, продюсер | Короткометражний      |
| 1997      | Quayside               | Режисер                      | Телесеріал            |
| 1997      | Byker Grove            | Режисер                      | 4 епізоди             |
| 1998–2000 | Мешканці Іст-Енду      | Режисер                      | 7 епізодів            |
| 1999      | Cold Feet              | Режисер                      | 2 епізоди             |
| 2001      | Love in a Cold Climate | Режисер                      | 2-сезон серіалу       |
| 2002      | Daniel Deronda         | Режисер                      | 3-сезон серіалу       |
| 2003      | Головний підозрюваний  | Режисер                      | 2-сезон серіалу       |
| 2004      | Червоний пил           | Режисер                      | Художній фільм        |
| 2005      | Elizabeth I            | Режисер                      | 2-сезон серіалу       |
| 2006      | Лонгфорд               | Режисер                      | Телесеріал            |
| 2008      | Джон Адамс             | Режисер                      | 7-сезон мінісеріалу   |
| 2009      | Проклятий «Юнайтед»    | Режисер                      | Художній фільм        |
| 2010      | Промова короля         | Режисер                      | Художній фільм        |
| 2012      | Знедолені              | Режисер                      | Художній фільм-мюзикл |
| 2015      | Дівчина з Данії        | Режисер                      | Художній фільм        |
| 2019      | Коти                   | Режисер                      | Художній фільм-мюзикл |

## Нагороди
| Рік  | Нагорода                                         | Категорія                                                      | Назва                 | Результат |
| ---- | ------------------------------------------------ | -------------------------------------------------------------- | --------------------- | --------- |
| 2004 | IFFI Special Jury Award                          | Особлива нагорода                                              | Червоний пил          | Перемога  |
| 2004 | Primetime Emmy Award                             | Найкраща режисура для міні-серіалу                             | Головний підозрюваний | Номінація |
| 2005 | BIFF Golden Kinnaree Award                       | Найкращий фільм                                                | Червоний пил          | Номінація |
| 2006 | Primetime Emmy Award                             | Найкраща режисура для міні-серіалу                             | Elizabeth I           | Перемога  |
| 2007 | British Academy Television Craft Award           | Найкращий режисер                                              | Лонгфорд              | Номінація |
| 2007 | British Academy Television Award                 | Найкраща сингл драма                                           | Лонгфорд              | Перемога  |
| 2008 | Primetime Emmy Award                             | Найкраща режисура для міні-серіалу                             | Джон Адамс            | Номінація |
| 2009 | Directors Guild of America Award                 | Видатні досягнення в режисурі фільмів для телебачення/серіалів | Джон Адамс            | Номінація |
| 2010 | Hollywood Award                                  | Hollywood Film Director                                        | Промова короля        | Перемога  |
| 2010 | Премія британського незалежного кіно             | Найкращий режисер                                              | Промова короля        | Номінація |
| 2010 | Премія британського незалежного кіно             | Найкращий режисер                                              | Промова короля        | Номінація |
| 2010 | Асоціація кінокритиків Детройта                  | Найкращий режисер                                              | Промова короля        | Номінація |
| 2010 | Асоціація кінокритиків Чикаго                    | Найкращий режисер                                              | Промова короля        | Номінація |
| 2010 | Супутникова нагорода                             | Найкращий режисер                                              | Промова короля        | Номінація |
| 2010 | Dallas-Fort Worth Film Critics Association Award | Найкращий режисер                                              | Промова короля        | Номінація |
| 2010 | Sierra Award                                     | Найкращий режисер                                              | Промова короля        | Номінація |
| 2010 | St. Louis Gateway Film Critics Association Award | Найкращий режисер                                              | Промова короля        | Номінація |
| 2010 | Central Ohio Film Critics Association Award      | Найкращий режисер                                              | Промова короля        | Номінація |
| 2010 | EDA Award                                        | Найкращий режисер                                              | Промова короля        | Номінація |
| 2010 | Critics' Choice Movie Awards                     | Найкращий режисер                                              | Промова короля        | Номінація |
| 2010 | Золотий глобус                                   | Найкращий режисер                                              | Промова короля        | Номінація |
| 2010 | Directors Guild of America Award                 | Видатні досягнення в художніх фільмах                          | Промова короля        | Перемога  |
| 2010 | Премія Лондонського гуртка кінокритиків          | Британський режисер року                                       | Промова короля        | Перемога  |
| 2010 | British Academy Film Award                       | Найкраща режисура                                              | Промова короля        | Номінація |
| 2010 | British Academy Film Award                       | Видатний британський фільм                                     | Промова короля        | Перемога  |
| 2010 | Незалежний дух                                   | Найкращий іноземний фільм                                      | Промова короля        | Перемога  |
| 2010 | Премія «Оскар»                                   | Найкращий режисер                                              | Промова короля        | Перемога  |
| 2012 | Directors Guild of America Award                 | Вагомий режисерський внесок у кіно                             | Знедолені             | Номінація |
| 2012 | Премія БАФТА                                     | Найкращий британський фільм                                    | Знедолені             | Номінація |